# Harare
Harare (tidligere Salisbury) er hovedstad i Zimbabwe (tidligere Rhodesia, og før dette Sydrhodesia). Med sine 2.150.000(2012) indbyggere er Harare landets største by. Den blev grundlagt i 1890 og var hovedstad for Rhodesia og Nyasaland 1953-1963. Da Zimbabwe blev selvstændigt i 1980, skiftede byen navn fra Salisbury til Harare.